# Бодайбинський район
Бодайбинський район (рос. Бодайбинский район) — адміністративно-територіальна одиниця (муніципальний район) Іркутської області Сибірського федерального округу Росії.

## Географія

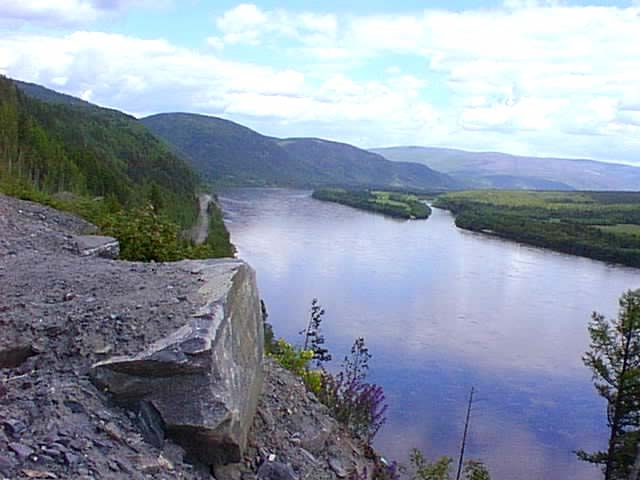
Річка Вітім

Бодайбинський район розташований у північно-східній частині Іркутської області на Витимо-Патомському нагір'ї, у місцевості, яка прирівнюється до районів Крайньої Півночі. 
Кінцево-периферійне географічне розташування району зумовило низьку транспортну освоєність території. Населені пункти та шляхи сполучення розподілені нерівномірно та прив'язані здебільшого до районів видобутку золота у долинах великих річок: Бодайбо, Великої Патоми, Мамакани, Жуї тощо.
Бодайбинський район межує на півночі та північному сході з Республікою Саха (Якутія), на півдні та південному сході з Республікою Бурятія та Забайкальським краєм, на заході з Мамсько-Чуйським районом Іркутської області.

## Клімат
Клімат різко континентальний, взимку температура опускається до -55 °C, влітку піднімається до +40 °C. Середньорічна температура повітря становить -6,5 °C.
| Кліматограма Бодайбинського району                                                    | Кліматограма Бодайбинського району | Кліматограма Бодайбинського району | Кліматограма Бодайбинського району | Кліматограма Бодайбинського району | Кліматограма Бодайбинського району | Кліматограма Бодайбинського району | Кліматограма Бодайбинського району | Кліматограма Бодайбинського району | Кліматограма Бодайбинського району | Кліматограма Бодайбинського району | Кліматограма Бодайбинського району |
| ------------------------------------------------------------------------------------- | ---------------------------------- | ---------------------------------- | ---------------------------------- | ---------------------------------- | ---------------------------------- | ---------------------------------- | ---------------------------------- | ---------------------------------- | ---------------------------------- | ---------------------------------- | ---------------------------------- |
| С                                                                                     | Л                                  | Б                                  | К                                  | Т                                  | Ч                                  | Л                                  | С                                  | В                                  | Ж                                  | Л                                  | Г                                  |
| 20 −27 −36                                                                            | 12 −22 −34                         | 8 −7 −23                           | 14 4 −10                           | 39 13 0                            | 61 22 7                            | 79 25 11                           | 80 21 10                           | 59 12 3                            | 24 0 −8                            | 27 −14 −24                         | 25 −24 −34                         |
| Середня макс. і мін. температури повітря (°C) Атмосферні опади (мм), за рік : 448 мм. |                                    |                                    |                                    |                                    |                                    |                                    |                                    |                                    |                                    |                                    |                                    |

## Історія
Бодайбинський район утворений в 1926 році.
У 1950-ті роки, в рамках постанови Ради Міністрів СРСР від 17 січня 1955 «Про набір в Китайській Народній Республіці робочих для участі в комуністичному будівництві та трудового навчання в СРСР», на підприємствах та будовах району працювали китайські робітники.

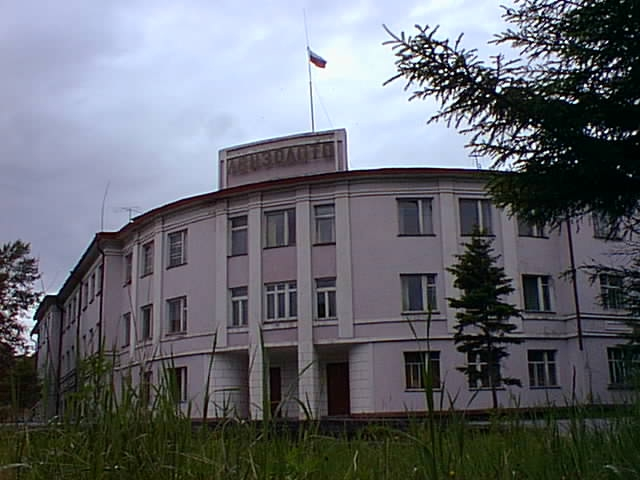

## Економіка
Промисловість Бодайбинського району — це передусім золотодобувні підприємства, робота яких носить сезонний характер. З моменту відкриття золота на території району вже понад 150 років виключно його видобуток є основою життєдіяльності краю. При цьому один з найстаріших золотопромислових центрів Росії відрізняється від інших золотодобувних регіонів країни рідкісною стабільністю рівня видобутку дорогоцінного металу, що свідчить про унікальність Ленської золотоносної провінції з Бодайбинським родовищем. Добуванням розсипного золота займаються 33 великих та малих підприємства району.
Харчова промисловість представлена двома муніципальними підприємствами: МУП «М'ясний двір» та РМУКП «Харчокомбінат».
Електроенергією район забезпечує Мамаканська ГЕС.

## Населення
| 1989     | 2002    | 2009   | 2010     | 2011     | 2012     | 2013     | 2014     | 2015     | 2016     | 2017     |
| ▬ 16 166 | ▼10 817 | ▼9 498 | ▲ 23 227 | ▼ 23 122 | ▼ 22 385 | ▼ 21 646 | ▼ 21 290 | ▼ 20 923 | ▼ 19 985 | ▼ 19 438 |

## Муніципально-територіальний устрій
У Бодайбинському районі 13 населених пунктів у складі 6 сільських та 1 міського поселень.